# Epidemias de cólera en Guipúzcoa

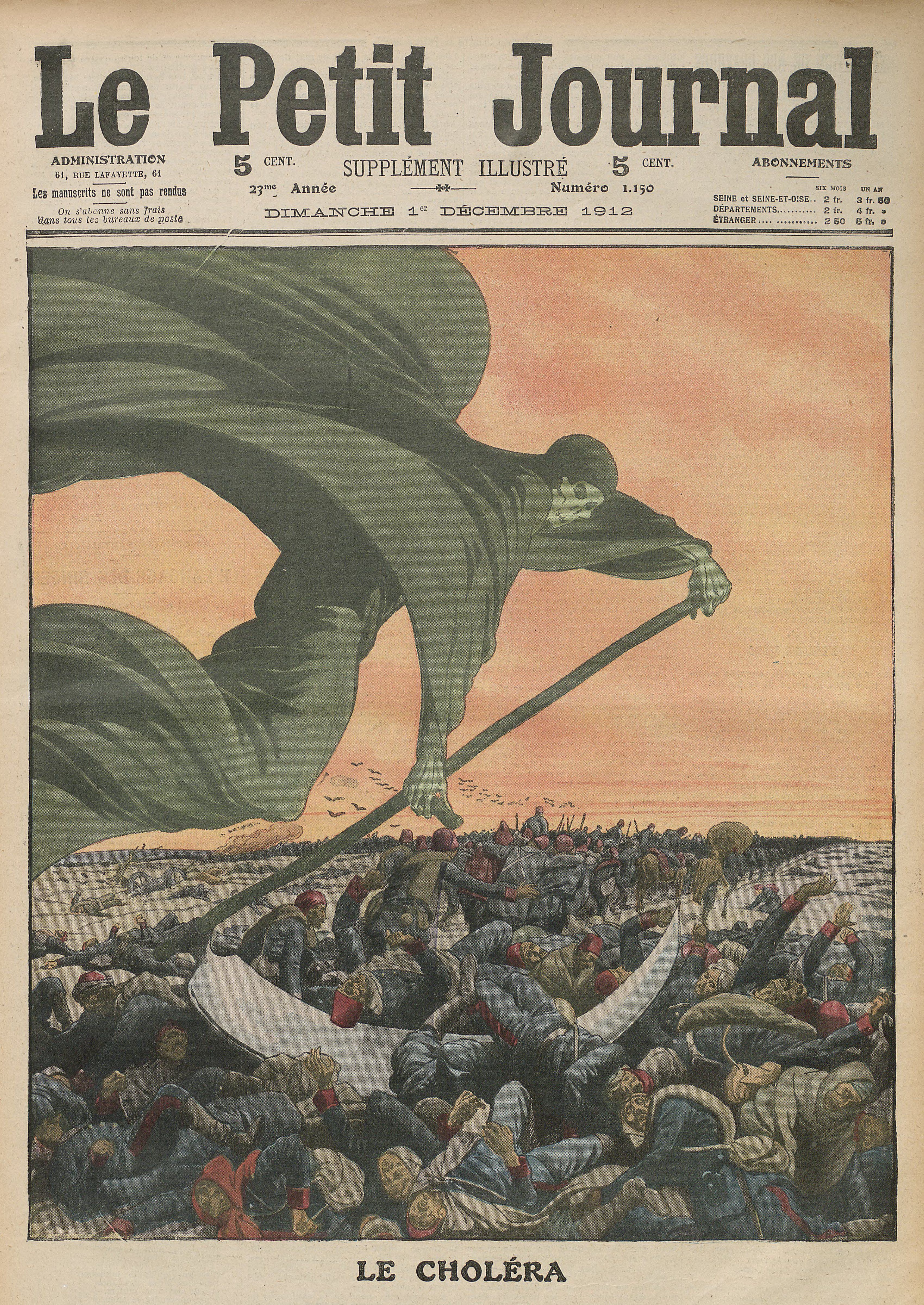
Cólera

El cólera fue, en el siglo XIX,  la enfermedad infecciosa que provocó mayor número de muertes en Guipúzcoa (España) por diferentes brotes epidémicos.
La condición geográfica de Guipúzcoa, con una extensa costa y varios puertos activos, así como su papel como punto estratégico de tránsito de personas y mercancías, contribuyó de forma significativa a la propagación del cólera en la región. La combinación de estas circunstancias con la escasa infraestructura sanitaria de la época agravó el impacto de los brotes.
En Guipúzcoa hubo tres brotes con especial incidencia: 1834; 1855 y 1885,

## Descripción de la enfermedad
El cólera es una enfermedad infecciosa producida por la bacteria vibrio cholerae que fue descubierta en 1883 por Robert Koch.
Se transmite por el agua no potable y por alimentos contaminados con la bacteria.
La sintomatología principal es una diarrea acuosa profusa que produce una rápida deshidratación.
Para erradicar la transmisión de la enfermedad fueron determinantes el acceso al agua potable, los sistemas de saneamiento y el descubrimiento de la vacuna a finales del siglo XIX por Louis Pasteur.
El tratamiento principal una vez desarrollada la enfermedad consiste en la hidratación oral e intravenosa y a partir de mediados del siglo XX, con la aparición de los antibióticos, se reduce la duración de la enfermedad a la mitad de tiempo.

## Cólera en Guipúzcoa
El cólera es una enfermedad que afectaba al hombre desde tiempos remotos. 
Los registros sacramentales de San Sebastián reflejan una epidemia de cólera en 1781.
El primer brote pandémico descrito como tal en el mundo se produjo en la India en 1817 propagándose hasta Europa.
Desde 1831 existen documentos en los que se exponía la preocupación de las autoridades guipuzcoanas ante una posible invasión del cólera que había aparecido entonces en Inglaterra y Francia. Se extremaron los cuidados en la frontera de Irún y en los puertos de la provincia. 
En 1834 llegó a Guipúzcoa, concrétamente a San Sebastián,  a través de un barco procedente de Bilbao y permaneció en la ciudad durante dos meses en los que, de los 12.000 habitantes con los que contaba San Sebastián por aquel entonces, 79 fueron infectados y de ellos 46 fallecieron. El peligro se acentuó en Loyola e Igara. La primera por estar muy poblada y la segunda por sus lagunas y pantanos que impedía la siembra de vegetales, siendo causa permanente de fiebres y rebeldes afecciones.
En San Sebastián el cólera vagó de caserío en caserío conducido por viajeros y lavanderas j, encontrando resistencia en las murallas, se estableció cómodamente en el barrio de San Martín», con apenas 800 habitantes y «edificios malísimos con barracas indecentes». Se habilitaron la Misericordia y el convento de San Bartolomé como «casas de coléricos», figurando, entre las 18 primeras personas fallecidas, 2 capellanes, 3 médicos, 2 cirujanos, 5 enfermeros y 7 monjas Hermanas de la Caridad.
Los médicos residentes en San Sebastián que trataron la enfermedad y dejaron bien documentado su trabajo fueron Francisco Eugenio de Arruti, Baltasar Torres, Martín Antonio Argaya, Juan Francisco Goizueta y Mariano García Huerta.
El 22 de diciembre de 1834 se cantó el Te Deum en Acción de Gracias en la iglesia de Santa María por el término de la epidemia.
En 1834 hubo varios brotes en la provincia, por ejemplo en Alegría por lo que la población cercana de Tolosa tomó medidas para combatirla consiguiendo poca transmisión de la enfermedad.
Un segundo rebrote de cólera acaeció en 1855 después de un periodo de 20 años de tregua por parte de la enfermedad. La epidemia fue primeramente detectada en Éibar el 29 de junio, extendiéndose en unos días a Elgóibar y Motrico y de ahí, poco a poco, por todo el territorio. El punto álgido de la epidemia llegó desde finales de agosto hasta finales de septiembre para finalmente darse por eliminada durante el mes de diciembre. En este caso, de los 8.207 enfermos graves que se diagnosticaron en Guipúzcoa fallecieron 4.393.
En 1885 hubo otro brote de la enfermedad.  Los médicos Luis Alzúa y José Ramón de Sagastume tuvieron especial relevancia en cuanto a tratamiento y documentación.
En septiembre, intramuros fallecieron 9 personas y 7 fueron curadas, y extramuros 41 y 22, respectivamente. «La causa de haber fallecido más número en el campo ha sido porque muchos eran de edad avanzada y personas achacosas».
Con la llegada del siglo XX desapareció el cólera de Guipúzcoa.

## Consecuencias de la enfermedad
Las sucesivas pandemias que sufrió Guipúzcoa y por extensión España, provocaron una recesión económica y una oportunidad de cambio profundo en la sanidad y en la higiene.
El abastecimiento de agua ´potable cobró una importancia capital en la prevención y erradicación de la enfermedad.
El coste económico fue considerable llevando la miseria a muchos pueblos de la provincia. Esta situación llevó a las instituciones a desarrollar presupuestos extraordinarios para solventar la penosa situación creada.
En cuanto a las medidas socio-sanitarias, hubo dos consecuencias importantes a partir de 1834: Se crearon las Juntas Municipales de Sanidad en las que participaban el alcalde, el médico, el farmacéutico y el párroco. y se crearon los Distritos Sanitarios con cordones sanitarios permanentes.
Hubo una mejora en cuanto a infraestructuras,  disposición urbana de las poblaciones y en la salud pública. En éste sentido se creó un control sobre los ríos y lo que a ellos se arrojaba, aumentó la regulación en cuadras y casas, en el traslado de cadáveres etc.